# 虎頭蜂屬
虎頭蜂（Vespa），另稱胡蜂，或黃蜂，以其外形及大顎而得名，是一種具危險性的有毒昆蟲，會攻擊其他接近蜂巢的動物。據指出，台灣常見的虎頭蜂以「黑腹胡蜂」毒性為最強，警戒的範圍也最大。
虎頭蜂屬於社會性昆蟲部落，成員包括一隻負責產卵的蜂后、大量的工蜂和少數的雄蜂。虎頭蜂體色鮮明，通常黃黑相間，大顎發達，腹部末端的螫針和毒腺相連，蜂毒是由許多氨基酸組成之毒蛋白，會使人出現中毒現象，如紅腫、奇癢、刺痛、灼熱等過敏現象，嚴重時引起患者休克死亡。

## 習性
虎頭蜂依據種類的不同，其分布範圍可在平地至大約1,500公尺山地以下，數量少則數千隻，大者多達兩萬餘隻蜂。牠們築巢一般在樹枝、地窟內。為了採食及築巢安家，成蜂常在花叢中、樹蔭下，以及屋簷、枯墓地、糖果廠，垃圾堆、水果攤、雜木林等處活動。成蟲除了會直接吸食水果汁液或樹汁等簡單醣類，本身並不直接吃肉（因消化系統簡單），但主要覓食行為都在捕捉其他昆蟲、鱗翅目幼蟲或其他蜂類幼蟲，並咬成肉團攜回蜂巢，這是因為虎頭蜂幼蟲必須攝食大量肉類蛋白質，而幼蟲在消化肉類後，同時也會反芻高胺基酸的流質液體以供成蟲食用。
虎頭蜂蜂巢，警戒範圍約在直徑100公尺左右，黑腹虎頭蜂的警戒區域尤大。其攻擊性與氣候有關，如在氣候燥熱、陰雨天或季節轉變時（如秋冬之交），蜂群較不穩定。此外，牠們築巢時最容易群起攻擊，並且其選擇目標多為黑色、具絨毛或正在活動的動物，這是因為頭髮與熊或其他小型食肉目動物同樣大多是黑色的，故此人類受攻擊時創傷最嚴重的部位往往在頭部。

## 種類
本属包括以下物种：
- Vespa affinis 黄腰胡蜂

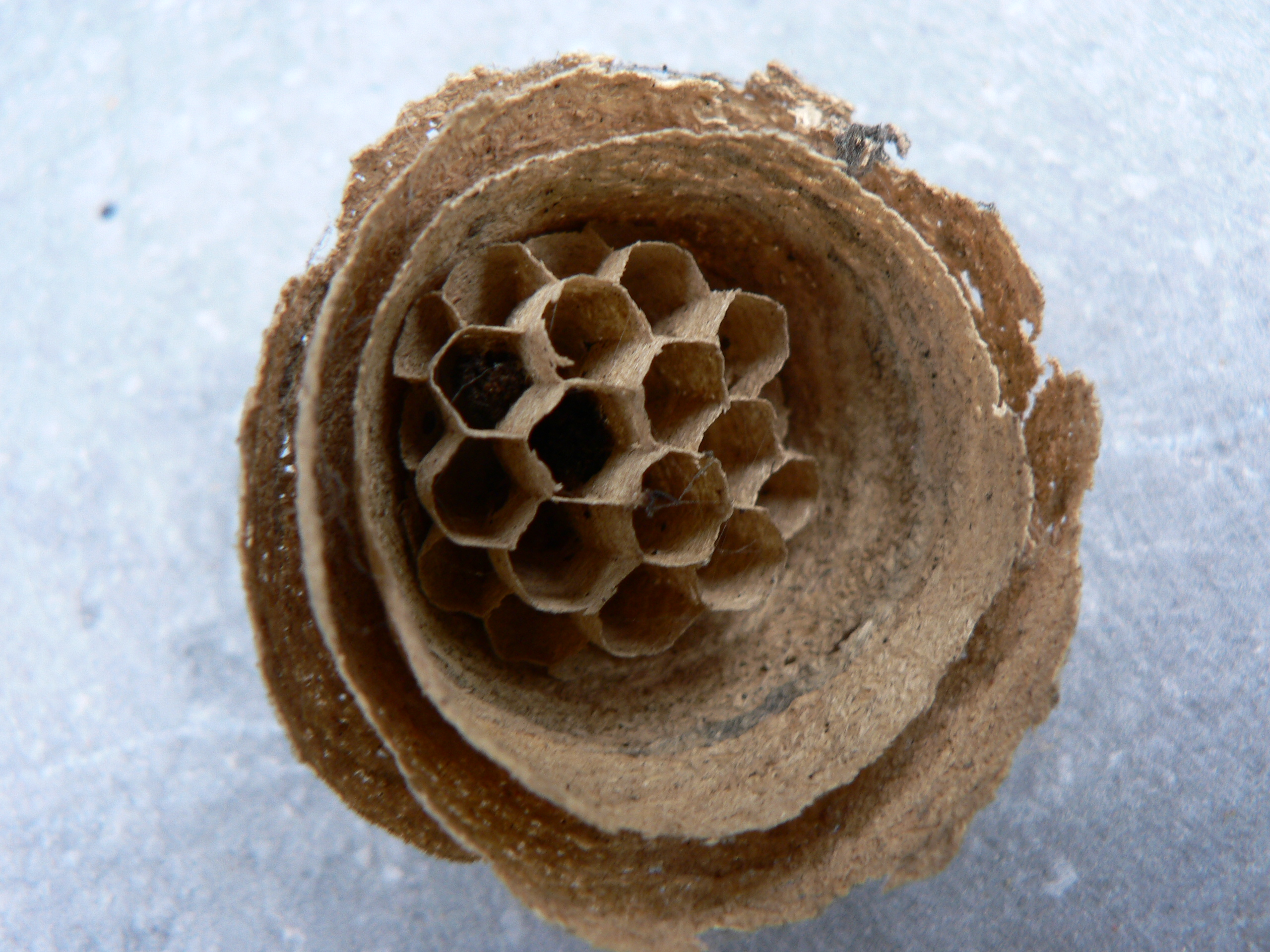
蜂巢的结构

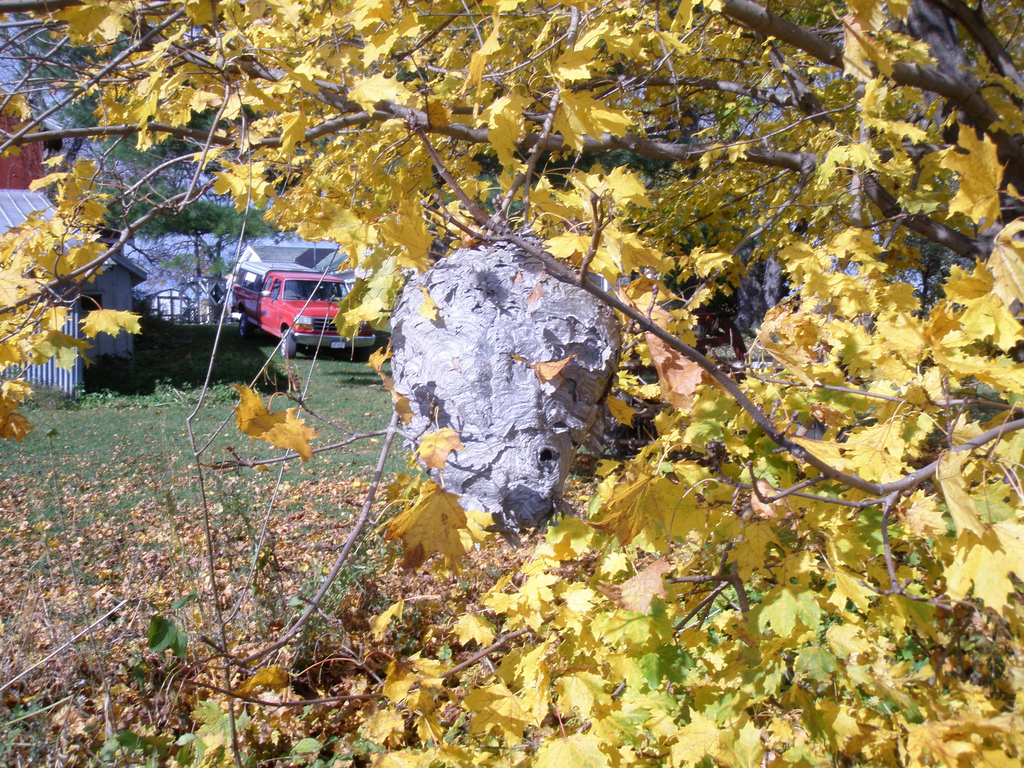
完整的蜂巢

- Vespa analis 三齿胡蜂（英语：Vespa_analis）
- Vespa basalis 基胡蜂（英语：Black-bellied_hornet）
- Vespa bellicosa
- Vespa bicolor 双色胡蜂/黑盾胡蜂
- Vespa binghami 褐胡蜂
- Vespa crabro 黃邊胡蜂
- Vespa ducalis 黑尾胡蜂
- Vespa dybowskii 笛胡蜂
- Vespa fervida
- Vespa fumida 变胡蜂
- Vespa luctuosa 鲁克托胡蜂
- Vespa mandarinia 金环胡蜂
- Vespa mocsaryana 茅胡蜂
- Vespa multimaculata
- Vespa orientalis 东方胡蜂
- Vespa philippinensis
- Vespa simillima 近胡蜂
- Vespa soror 黄纹胡蜂
- Vespa tropica 热带胡蜂/金箍胡蜂
- Vespa velutina 黄脚胡蜂
- Vespa vivax 寿胡蜂

全世界胡蜂屬共有23種，台灣記錄有9種：
- Vespa mandarinia nobilis 中華大虎頭蜂、大虎頭蜂、金環胡蜂
- Vespa vivax wilemani Meade-Waldo 威氏虎頭蜂
- Vespa ducalis pesudosoror F. Smith 姬虎頭蜂、雙金環虎頭蜂、黑尾虎頭蜂
- Vespa analis Fabricius 擬大虎頭蜂
- Vespa affinis affinis（Linnaeus）黃腰虎頭蜂（英语：Vespa affinis）
- Vespa velutina flavitarsus Lepeletier 黃腳虎頭蜂
- Vespa basalis F. Smith 黑腹虎頭蜂、黑絨虎頭蜂
- Vespa bicolor Fabricius, 1787 雙色虎頭蜂[4]
- Vespa tropica 熱帶虎頭蜂（英语：Vespa tropica）

## 如何避免被攻擊
虎頭蜂較不注意或難以察覺淺色，且不攻擊光滑的平面物體。如有吃剩的食物則必須丟棄，亦需避免噴香水或使用具有濃郁香味的清潔劑及肥皂洗臉，以免引來蜂群。
在野外活動時仔細領聽聲音和視察周遭狀況，如發現有虎頭蜂圍繞林邊飛翔则一定有蜂巢，不可前進，趕快回繞行走。如是少數巡邏蜂，先靜止不動再慢慢退回，待蜂飛離後趕快回頭奔跑，千萬不要刻意招惹牠们。如果遇到虎頭蜂在家中築巢，須請專業人員前來摘除，切勿自行拆除以免發生叮咬事件。
若遇到蜂群攻擊時，應分秒必爭地盡快逃跑（團體攻擊時分開奔跑），並保護頭部，可用衣物蓋頭，或一邊奔跑一邊用衣物在頭頂輪轉，再將衣物拋出，朝反方向快跑。如環境許可，可鑽進草叢，但不可潛入水中，因為蜂群有可能會在水面上等待。

## 螫傷急救
虎頭蜂的毒針與蜜蜂不同，為獵食生存工具，可連續終生重複使用，並不像蜜蜂螫後会在受害者皮膚留下毒囊。
由於其毒性的潛伏期可達1～2天，除了被螫時的劇痛外，如果被螫次數不多，在20分～6小時內的身體過敏反應也有可能引發癢、暈眩、胸部不適、眼瞼嘴唇等部位明顯腫脹；嚴重者則可能會產生喉頭水腫、呼吸困難、身體虛弱、乃至休克反應。如果被數十隻螫傷，或受本身體質影響，可能引發瀰漫性血管內凝血反應。
急救土方主要為塗抹尿液、阿摩尼亞等，原理是破壞毒蛋白。但一般醫界不建議。仍以儘速送醫、觀察支持性治療為主。

## 事故
以下列舉發生於臺灣地區較嚴重的虎頭蜂攻擊事件：
- 1985年10月26日：臺灣臺南有國小生集體受螫，事件造成2名學生以及1名教師死亡。此事後拍為電影，詳見陳益興 。
- 2005年11月1日：台北縣登山協會一行48人攀登中央山脈南三段，多人遭虎頭蜂攻擊受傷，其中，隊員鄭憲惠被螫後引起過敏性休克死亡，另6人受重傷送醫。
- 2008年8月30日：新竹縣尖石鄉秀巒村鍾瑞南、葉新妹夫婦與1名村民到尖石144號林班地採集金線連，誤觸虎頭蜂窩，3人抱頭逃逸仍被叮到，由於葉新妹本身體質加上心血管疾病關係，被叮咬後休克不治。
- 2009年9月21日：北市高舢登山隊50名山友，在北縣雙溪中坑古道遭虎頭蜂攻擊，14人被螫傷送醫，其中一名陳姓嚮導28歲的女兒因呼吸道衰竭宣告不治。
- 2010年8月4日：花蓮縣壽豐鄉水璉山區驚傳虎頭蜂襲人，造成父親受傷、女兒墜崖意外，空勤直升機還出動救援，其中墜崖的20歲女子孫若晴宣告不治，死因為蜂毒導致橫紋肌溶解。
- 2010年9月19日：台東縣卑南鄉67歲獨居老獵人謝城洋失蹤一週後，被社區巡守隊員發現陳屍山區，遺體不僅滲出屍水，還有一堆虎頭蜂環繞，親友表示，謝疑被蜂叮咬後，加上痛風發作逃生不及所致；醫師則認為，蜂螫導致過敏性休克，才會致命。
- 2013年9月5日：台東池上鄉傳出虎頭蜂叮死人的意外。一名67歲的老婦人到果園採收火龍果，遭到虎頭蜂螫傷，但因為只有嘴巴腫脹，老婦人不以為意，沒有立刻就醫，沒想到隔天死亡。
- 2013年9月10日：住新北市的64歲劉姓男子，到宜蘭大同鄉山區幫同事除虎頭蜂窩後失聯，在寒溪村華興巷1之66號後方約100公尺山區被發現，已全身僵硬死亡。
- 2016年10月20日：新竹縣消防局接報，關西鎮石牛山六名市民登山被虎頭蜂螫傷，其中一名53歲羅姓男子情況最嚴重，頭部、胸口及背部共30多處遭螫傷，送醫時雖然意識清醒，但住院治療三天後，因多重器官衰竭宣告不治。
- 2017年7月19日：屏東縣高樹鄉新豐村傳出虎頭峰攻擊事件，一名受雇整理荔枝園，年約55歲的男性工人右手臂遭螫傷10多處，消防隊接獲求救到場時，工人疑因過敏心因性休克，已無生命跡象，現場急救後送醫搶救無效，另1名工人也被螫傷，但無大礙。
- 2018年9月23日：信義鄉琉璃光吊橋四名遊客因大聲喧譁，或有人用力搖動吊橋，驚動了虎頭蜂巢，導致被虎頭蜂螫傷。
- 2021年9月26日：新北市四名山友在瑞芳三貂嶺瀑布步道的合谷瀑布附近遭虎頭蜂群攻擊，其中一對老夫婦傷重，老太太傷重不治，老先生也中毒甚深；另有二位女子送醫治療後已回家休養。
- 2022年10月5日：新北市1名68歲鄭姓男子，月初至新莊青年公園修剪樹枝時慘遭虎頭蜂攻擊，鄭男原本被螫傷時意識清醒，不料送醫後沒多久竟腦出血，醫師懷疑因蜂毒導致凝血異常，緊急開刀後在加護病房治療15天仍不治身亡。
- 2023年9月20日：新北市瑞芳區一組20人的登山團前往八分寮健行，卻在山間遭到虎頭蜂群攻擊，造成11人輕重傷，其中61歲胡姓男子與66歲焦姓男子2人因傷勢嚴重無法步行，由消防人員協助救援，下山途中失去生命跡象，送醫急救後宣告不治。
- 2024年8月22日：台東浸水營古道有20人登山團走浸水營古道從屏東到台東，約距離台東端加羅板部落出口附近，突遇虎頭蜂攻擊，造成2男1女螫傷送醫，其中41歲洪姓嚮導因蜂螫嚴重，雖打3劑強心針一度正常恢復意識，但送醫後陷入昏迷，經搶救治後於隔天凌晨仍宣告不治。